# Перший уряд Вацлава Клауса
Перший уряд Вацлава Клауса був першим урядом незалежної Чехії і в той же час останнім (восьмим) урядом Чеської Республіки за федерації (тобто повноваження уряду продовжені від створення незалежної Чехії 1 січня 1993 року). Він діяв від 2 липня 1992 до 4 липня 1996 року. Уряд складала коаліція ODS , KDS, KDU-CSL і ODA. Прем'єр-міністр — Вацлав Клаус.
Вотум довіри уряду підтримали всі 105 депутатів коаліції і один депутат LSU. Уряд не отримав підтримки представників лівого блоку (KSČM і SDL), ČSSD, SPR-RSČ, HSD-SMS та інших депутатів LSU.
Опівночі з 31 грудня 1992 на 1 січня 1993 року спільна Чеська та Словацька Федеральна Республіка була розпущена, а незалежні держави, Чехія та Словацька Республіка були створені. У лютому того ж року відбулося грошове відділення, під час якого була створена чеська крона.

## Список членів уряду
| Портфель                                                            | Міністр / член уряду                      | Партія         | Партія                | від             | до              |
| ------------------------------------------------------------------- | ----------------------------------------- | -------------- | --------------------- | --------------- | --------------- |
| Прем'єр-міністр Чехії                                               | Вацлав Клаус Václav Klaus                 |                | ODS                   | 2 липня 1992    | 4 липня 1996    |
| Віце-прем'єр-міністр                                                | Ян Калвода Jan Kalvoda                    |                | ODA                   | 2 липня 1992    | 4 липня 1996    |
| Віце-прем'єр-міністр Ministr financí                                | Іван Кочарнік Ivan Kočárník               |                | ODS                   | 2 липня 1992    | 4 липня 1996    |
| Віце-прем'єр-міністр Ministr zemědělství                            | Йозеф Люкс Josef Lux                      |                | KDU-ČSL               | 2 липня 1992    | 4 липня 1996    |
| Ministr mezinárodních vztahů (з 1.1.1993 Ministr zahraničních věcí) | Йозеф Зєленєц Josef Zieleniec             |                | ODS                   | 2 липня 1992    | 4 липня 1996    |
| Ministr spravedlnosti                                               | Jiří Novák                                |                | ODS                   | 2 липня 1992    | 4 липня 1996    |
| Ministr životního prostředí                                         | František Benda                           |                | KDS, poté ODS         | 2 липня 1992    | 4 липня 1996    |
| Ministr průmyslu a obchodu                                          | Vladimír Dlouhý                           |                | ODA                   | 2 липня 1992    | 4 липня 1996    |
| Ministr školství, mládeže a tělovýchovy                             | Petr Piťha                                |                | KDS                   | 2 липня 1992    | 27 квітня 1994  |
| Ministr školství, mládeže a tělovýchovy                             | Іван Піліп Ivan Pilip                     |                | KDS, poté ODS         | 2 травня 1994   | 4 липня 1996    |
| Ministr vnitra                                                      | Ян Румл Jan Ruml                          |                | ODS                   | 2 липня 1992    | 4 липня 1996    |
| Ministr práce a sociálních věcí                                     | Jindřich Vodička                          |                | ODS                   | 2 липня 1992    | 4 липня 1996    |
| Ministr dopravy                                                     | Ян Страски Jan Stráský                    |                | ODS                   | 30 грудня 1992  | 10 жовтня 1995  |
| Ministr dopravy                                                     | Vladimír Budinský                         |                | ODS                   | 10 жовтня 1995  | 4 липня 1996    |
| Ministr hospodářství                                                | Карел Диба Karel Dyba                     |                | ODS                   | 2 липня 1992    | 4 липня 1996    |
| Ministr zdravotnictví                                               | Петр Лом Petr Lom                         |                | ODS                   | 2 липня 1992    | 22 червня 1993  |
| Ministr zdravotnictví                                               | Людек Рубаш Luděk Rubáš                   |                | ODS                   | 23 червня 1993  | 10 жовтня 1995  |
| Ministr zdravotnictví                                               | Ян Страски Jan Stráský                    |                | ODS                   | 10 жовтня 1995  | 4 липня 1996    |
| Ministr kultury                                                     | Jindřich Kabát                            |                | KDU-ČSL               | 2 липня 1992    | 17 січня 1994   |
| Ministr kultury                                                     | Pavel Tigrid                              |                | безпарт. від. KDU-ČSL | 19 січня 1994   | 4 липня 1996    |
| Ministr obrany                                                      | Антонін Баудиш Antonín Baudyš             |                | KDU-ČSL               | 30 грудня 1992  | 21 вересня 1994 |
| Ministr obrany                                                      | Vilém Holáň                               |                | KDU-ČSL               | 21 вересня 1994 | 4 липня 1996    |
| Ministr pro hospodářskou soutěž                                     | Станіслав Белеградек Stanislav Bělehrádek |                | KDU-ČSL               | 31 жовтня 1992  | 4 липня 1996    |
| Ministr pro správu národního majetku a jeho privatizaci             | Їржі Скаліцки Jiří Skalický               |                | ODA                   | 2 липня 1992    | 1 липня 1996    |
| Ministr státní kontroly                                             | Ігор Немец Igor Němec                     |                | ODS                   | 2 липня 1992    | 30 червня 1993  |
| Міністр без портфеля                                                | Ігор Немец Igor Němec                     | 30 червня 1993 | ODS                   | 4 липня 1996    |                 |

Міністерство конкуренції та Міністерство економіки були створені 31 жовтня 1992 року.
Міністерство державного контролю припинило своє існування з 1 липня 1993 року і було замінене Верховним контрольно-ревізійним управлінням, відтак Ігор Немец став членом уряду без портфеля.